# Mäbu
Mäbu är en musikgrupp (indierock) från Madrid i Spanien. Gruppen bildades 2008 och har spelat in två skivor för skivbolaget Warner Music Spain.

## Diskografi
- 2010 - Hallo
- 2011 - Buenos días